# سان پدرو (تگزاس)
سان پدرو (به انگلیسی: San Pedro) یک منطقهٔ مسکونی در ایالات متحده آمریکا است که در شهرستان کمرون، تگزاس واقع شده‌است. سان پدرو ۳٫۱ کیلومتر مربع مساحت و ۵۳۰ نفر جمعیت دارد و ۱۴ متر بالاتر از سطح دریا واقع شده‌است.